# Prykarpattja
Prykarpattia (ukrainsk: Прикарпаття) er en ukrainsk betegnelse for Ciskarpatien, en fysisk geografisk region for de nordøstlige Karpater.
Området ligger  ved foden af af de Østlige Karpater i Ivano-Frankivsk oblast (overvejende) og Lviv Oblast (delvis), udgør den en del af den større historiske region Galicien (Haliczyna); som før det 14. århundrede var en del af Kongeriget Galicien-Volhynia. Sammen med regionerne Lviv, Chernivtsi og Zakarpattia er Prykarpatja en del af den Karpatiske Euroregion.

## Historie
Området var oprindeligt en del af Kijevriget og en af dets efterfølgerstater, Fyrstendømmet Halych, men blev i sidste ende en del af Kongeriget Polen.
Efter delingen af Polen i 1772 faldt Prykarpattia under det habsburgske monarki.
Efter Første Verdenskrig og Østrig-Ungarns fald blev der uenighed mellem Polen og en kortvarig Vestukrainsk Folkerepublik. Efter at den polsk-sovjetiske krig var afsluttet, forblev den i Polen.
Efter invasionen og opdelingen af Polen i 1939 mellem Nazityskland og Sovjetunionen blev området en del af den ukrainske socialistiske sovjetrepublik (der kom under nazistisk kontrol fra starten af Operation Barbarossa til 1944). Det forblev en del af det moderne Ukraine, indlemmet i den vestlige ukrainske oblast Ivano-Frankivsk, og her svarer det omtrent til den sydlige halvdel af oblasten.